# Steffisburg
Steffisburg (toponimo tedesco; in francese Steffisbourg, desueto) è un comune svizzero di 15 816 abitanti del Canton Berna, nella regione dell'Oberland (circondario di Thun); ha lo status di città.

## Monumenti e luoghi d'interesse
- Chiesa riformata (già di Santo Stefano), eretta nel X-XI secolo e ricostruita nel 1681[1].

## Società

### Evoluzione demografica
L'evoluzione demografica è riportata nella seguente tabella:
Abitanti censiti

## Geografia antropica

### Quartieri

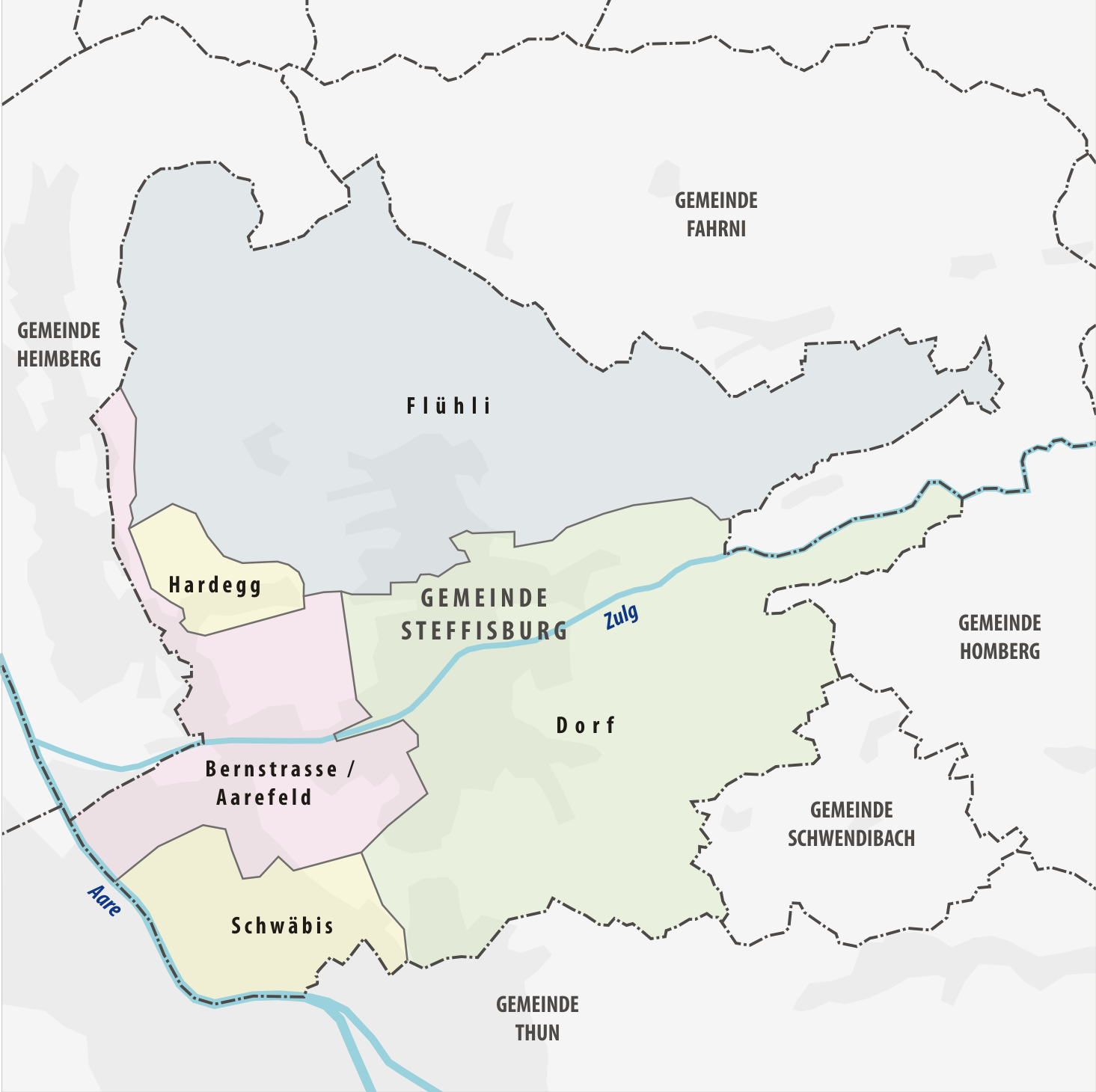
I quartieri di Steffisburg

I quartieri di Steffisburg sono:
- Au
- Bernstrasse
- Flühli
- Glockenthal
- Hardegg
- Hübeli
- Schwäbis

## Infrastrutture e trasporti
Steffisburg è servita dall'omonima stazione e da quella di Schwäbis sulla ferrovia Burgdorf-Thun.
Tra il 1913 e il 1958 Steffisburg fu collegata a Thun e Interlaken da una linea tranviaria.

## Amministrazione
Ogni famiglia originaria del luogo fa parte del cosiddetto comune patriziale e ha la responsabilità della manutenzione di ogni bene ricadente all'interno dei confini del comune.